# کامپوس دوس گویتاکس
کامپوس دوس گویتاکس (به پرتغالی: Campos dos Goytacazes) یک منطقهٔ مسکونی در برزیل است که در ریو دو ژانیرو واقع شده‌است. کامپوس دوس گویتاکس ۴٬۰۳۲ کیلومتر مربع مساحت و ۵۱۱٬۱۶۸ نفر جمعیت دارد و ۱۴ متر بالاتر از سطح دریا واقع شده‌است.